# Coltrane's Sound
| Recensione                          | Giudizio     |
| ----------------------------------- | ------------ |
| All About Jazz                      | (favorevole) |
| AllMusic                            | [ 2 ]        |
| Penguin Guide to Jazz               | [ 3 ]        |
| Rolling Stone                       | (favorevole) |
| The Rolling Stone Jazz Record Guide | [ 5 ]        |

Coltrane's Sound è un album discografico del musicista jazz John Coltrane, pubblicato nel 1964 dalla Atlantic Records.

## Descrizione
Il materiale che costituisce il disco venne inciso durante le sessioni tenutesi agli Atlantic Studios nel 1960 durante la lavorazione dell'album My Favorite Things, e venne assemblato dopo la fuoriuscita di Coltrane dalla Atlantic per accasarsi alla Impulse Records. Come in precedenza già avevano fatto sia la Prestige che la Blue Note Records, l'album venne ideato e pubblicato senza consultazione e senza l'approvazione ufficiale di Coltrane.
Il 16 febbraio 1999, la Rhino Records ha ristampato Coltrane's Sound come parte della serie "Atlantic 50th Anniversary Jazz Gallery". In questa edizione sono state incluse due tracce bonus: 26-2 che era stata in precedenza pubblicata sull'album The Coltrane Legacy del 1970; e una versione alternativa di Body and Soul già apparsa nell'album del 1975 Alternate Takes.
Lindsay Planer del sito AllMusic definisce Coltrane's Sound come uno degli album più sottovalutati dell'intero catalogo di John Coltrane. Ed è innegabile, che nonostante la sua natura "raffazzonata", il disco contenga delle notevoli tracce autografe ad opera di Coltrane, come Liberia (si dice scritta in omaggio alla A Night in Tunisia di Dizzy Gillespie) e l'ipnotico blues Equinox.

## Descrizione dei brani

### The Night Has a Thousand Eyes
Tema portante dell'omonimo film del 1948 con Edward G. Robinson (in Italia uscito con il titolo La notte ha mille occhi), il brano era in origine una lenta ballad, qui però Coltrane la esegue dandone un'interpretazione insolitamente briosa, veloce e ritmata.

### Central Park West
Prima composizione originale di Coltrane presente sull'album, è una ballata dolce e sentimentale suonata dall'autore al sax soprano usando l'approccio armonico utilizzato in Giant Steps.

### Liberia
Altro originale scritto da Coltrane, così intitolato in omaggio all'omonima nazione africana. Contiene un notevole fraseggio poliritmico della batteria da parte di Elvin Jones. Le sezioni esterne del brano sono armonicamente simili alla composizione di Dizzy Gillespie Night in Tunisia, alla quale il pezzo di Coltrane sembra un sentito omaggio.

### Body and Soul
Rivisitazione alla maniera di Coltrane di uno standard jazz tra i più famosi. In grande evidenza il pianoforte di McCoy Tyner.

### Equinox
Immaginifico blues dall'incedere sinistro, è uno dei pezzi più celebrati fra quelli composti da Coltrane in carriera. La moglie di McCoy Tyner, Aisha Tyner, riferì che il titolo del brano venne scelto da Naima, all'epoca moglie di Coltrane. Il tema minore di dodici battute della composizione consiste dei primi quattro gradi della scala di re bemolle minore. Come nel blues cantato tradizionale, le prime due frasi da quattro battute si basano sulla stessa melodia. L'ultima frase presenta l'attività armonica più intensa del tema. L'accompagnamento incessante di contrabbasso e pianoforte contrasta la melodia rilassata del pezzo, e crea un'atmosfera minacciosa, primordiale, che si estende per tutta la durata del brano.

### Satellite
Riscrittura da parte di Coltrane dello standard How High the Moon utilizzando la tecnica da lui ideata in Giant Steps.

### 26-2
*Bonus track non presente nell'edizione originale in LP del 1964
Brano senza titolo definitivo (il titolo provvisorio si riferisce alla data in cui fu inciso, 26 ottobre, e al fatto che fosse stato il secondo brano registrato quel giorno), basato sugli accordi di Confirmation di Charlie Parker, riarmonizzata con i "Coltrane Changes". Nonostante l'assenza di pianoforte durante il suo lungo solo, l'armonia è ben chiara. Questo è dovuto al suo fraseggio che si muove tra gli accordi facendoli sentire tutti.

### Body and Soul[alternate take]
*Bonus track non presente nell'edizione originale in LP del 1964
Versione precedente rispetto al nastro master, dove Coltrane suona meno libero e sicuro di sé nel bridge rispetto alla versione poi pubblicata.

## Tracce
Lato A
1. The Night Has A Thousand Eyes – 6:42 (Buddy Bernier, Jerry Brainin)
2. Central Park West – 4:12 (John Coltrane)
3. Liberia – 6:45 (John Coltrane)

Lato B
1. Body and Soul – 5:35 (Edward Heyman, Robert Sour, Frank Eyton, Johnny Green)
2. Equinox – 8:33 (John Coltrane)
3. Satellite – 5:48 (John Coltrane)

Tracce bonus ristampa 1999
1. 26-2 – 6:09 (John Coltrane)
2. Body and Soul (alternate take) – 5:57 (Heyman, Sour, Eyton, Green)

## Formazione
- John Coltrane — sassofono soprano in Central Park West e 26-2; sassofono tenore in tutte le tracce eccetto Central Park West
- McCoy Tyner — pianoforte
- Steve Davis — contrabbasso
- Elvin Jones — batteria

### Crediti
- Nesuhi Ertegün — produzione
- Tom Dowd — ingegnere del suono
- Marvin Israel — fotografie
- Ralph J. Gleason — note interne originali
- Bob Carlton, Patrick Milligan — supervisione riedizione
- Dan Hersch — rimasterizzazione audio
- Rachel Gutek — design riedizione
- Hugh Brown — direzione artistica riedizione
- Kenny Berger — note interne riedizione
- Steven Chean — supervisione editoriale riedizione